# ویرجینیا گاردنر
ویرجینیا گاردنر (انگلیسی: Virginia Gardner؛ زادهٔ ۱۸ آوریل ۱۹۹۵) هنرپیشه اهل ایالات متحده آمریکا است. وی از سال ۲۰۱۱ میلادی تاکنون مشغول فعالیت بوده‌است.
از فیلم‌ها یا برنامه‌های تلویزیونی که وی در آن نقش داشته‌است می‌توان به موش‌های آزمایشگاهی، پروژه سالنامه، بز، هالووین، مهمانی هیولاها و سقوط اشاره کرد.

## زندگی و شغل
ویرجینیا گاردنر در ساکرامنتو کالیفرنیا به دنیا آمد. او در سال ۲۰۱۱،هنگامی که او به لس آنجلس نقل مکان کرد، در دبیرستان به صورت آنلاین شرکت کرد. در اکتبر سال۲۰۱۱ در آزمون مهارت دبیرستان کالیفرنیا شرکت کرد و اجازه نامه دریافت کرد.